# Godoy Cruz
Godoy Cruz és una ciutat del departament homònim de la província de Mendoza, a l'Argentina. Segons el cens de 2010 tenia 189.578 habitants i forma part de l'àrea metropolitana de la capital provincial Mendoza.

## Història
Godoy Cruz va ser coneguda inicialment com a Villa de San Vicente (des del 1872) i després com a Villa Belgrano (1889). El 9 de febrer de 1909 va rebre l'estatus de ciutat i el seu nom actual, en homenatge al Dr. Tomás Godoy Cruz, que va representar la província de Mendoza al Congrés de Tucumán i també va ser governador provincial i legislador.

## Esports
Godoy Cruz és la seu del Godoy Cruz Antonio Tomba, un club de futbol que juga a la Primera Divisió Argentina. La ciutat també és la seu de l'Andes Talleres Sport Club, que competeix al Torneig Regional Argentí.